# Тона
Тона (на немски: Tonna) е община в окръг Гота в Тюрингия, Германия, с 2887 жители (31 декември 2014).
Тона се намира на около 20 km северно от окръжния град Гота, 7 km източно от Бад Лангензалца.